# Tommy Godwin (cyclisme, 1920)
Pour les articles homonymes, voir Tommy Godwin.
Thomas Charles Godwin, dit Tommy Godwin, né le 5 novembre 1920 et mort le 3 novembre 2012, est un cycliste britannique, actif sur piste durant les années 1940 et 1950. Il a ensuite été entraîneur et dirigeant de British Cycling.

## Biographie
Tommy Godwin naît dans le Connecticut, aux États-Unis, de parents britanniques en 1920. La famille revient en Grande-Bretagne en 1932. Le premier vélo de Tommy Godwin est un Wrenson qu'il utilise pour faire les livraisons d'un épicier. Il s'intéresse au cyclisme grâce aux Jeux olympiques de 1936, et notamment la course d'Arie van Vliet au kilomètre. Il admire également le champion britannique W. W. Maxfield. Il commence à courir trois ans plus tard et établit le meilleur temps sur 1 000 m de la saison au Alexander Sports Ground. Il est invité à participer à des compétitions dans les Midlands visant à trouver des coureurs pour les prochains Jeux olympiques, bien qu'il n'ait pas encore gagné de course.
Il gagne un 1 000 m à Coventry le 29 juillet 1939. Ses chances de sélection olympique disparaissent cependant avec le déclenchement de la Seconde Guerre mondiale. Pendant la guerre, il est apprenti électricien pour la Birmingham Small Arms Company (BSA). Les compétitions sont alors rares, il dispute 13 courses entre 1940 et la fin de 1942. L'évolution du conflit permet davantage de sport à partir de 1943. Godwin est invaincu dans les courses scratch de cinq mile et remporte le trophée Cattlow à Fallowfield, Manchester, cette année et en 1944. Il se révèle aux championnats nationaux de 1944, lors desquels il remporte le 5 mile. Il renouvelle ce succès en 1945, et y ajoute le 25 mile, qu'il garde en 1946. En 1949, il remporte le 4 000 mètres. Il gagne le BSA Gold Column, offert par son employeur, en remportant le 5 mile à Herne Hill au sud de Londres en 1945.
La victoire à Herne Hill, la première fois qu'il courait là, « doit avoir impressionné, puisqu'une invitation à courir à Paris m'est parvenue », déclare Godwin à l'hebdomadaire britannique The Bicycle. « S'agissant de la première compétition internationale après la cessation des hostilités, c'était en effet un grand honneur ».
Aux Jeux olympiques d'été de 1948 à Londres, Godwin remporte deux médailles de bronze, dans la poursuite par équipe avec Robert Geldard, Dave Ricketts et Wilfrid Waters, et au 1 000 mètres. Après une mauvaise performance lors du tour de qualification de la poursuite par équipes, les Britanniques améliorent leur temps de 17 secondes pendant les trois manches suivantes, remportant la médaille de bronze dans un temps plus rapide que les gagnants français de la finale.
Aux Jeux de l'Empire britannique de 1950, il est troisième du 1 000 mètres.
Après sa carrière de cyclisme, Godwin dirige l'équipe cycliste britannique aux Jeux olympiques de 1964 à Tokyo, puis devient président de British Cycling et du Solihull Cycling Club. Il dirige le premier camp d'entraînement britannique à Majorque, en Espagne et fonde le RCC Birmingham. Il est le premier entraîneur britannique rémunéré et forme toute une génération de cyclistes sur piste britanniques, dont beaucoup gagnent des titres et médailles nationaux et internationaux. Parmi eux, Graham Webb bat le record de l'heure de Grande-Bretagne et s'adjuge le championnat du monde sur route amateur, et Mick Bennett est médaillé de bronze aux Jeux olympiques de 1972 et de 1976.
De 1936 à 1950, il travaille pour BSA. Pendant 36 ans à partir de 1950, il gère un magasin de cycles à Kings Heath, dans la banlieue de Birmingham. Son autobiographie, It Wasn't That Easy : The Tommy Godwin Story, est publiée en 2007. En 2012, il est ambassadeur des Jeux olympiques de Londres. À 91 ans, il participe au relais de la torche olympique.
Il meurt le 3 novembre 2012 à l'hospice Marie Curie de Solihull.

## Palmarès

### Jeux olympiques
- Londres 1948
  -  Médaillé de bronze du kilomètre
  -  Médaillé de bronze de la poursuite par équipes

### Jeux du Commonwealth
- 1950
  -  Médaillé de bronze du kilomètre

### Championnats nationaux
- 1949
  -  Champion de Grande-Bretagne de poursuite amateurs
  -  Champion de Grande-Bretagne de poursuite par équipes amateurs